# Felice Mazzù
Felice Mazzù (ur. 12 marca 1966 w Charleroi) – belgijski trener piłkarski włoskiego pochodzenia. 

## Kariera piłkarska
W swojej karierze piłkarskiej Mazzù grał w amatorskich klubach takich jak: UJS Charleroi, FC Jumet, Moustier i RC Sartois.

## Kariera trenerska
Po zakończeniu kariery piłkarskiej Mazzù został trenerem. W latach 1998–2000 prowadził amatorski RA Marchiennoise, a następnie w latach 2000-2006 - RCS Brainois. W sezonie 2006/2007 prowadził Léopold FC, a następnie w sezonie 2009/2010 pracował w AFC Tubize. W 2010 roku został trenerem White Star Woluwe, z którym w sezonie 2010/2011 wygrał rozgrywki Eerste klasse amateurs. W White Star pracował do 2013 roku.
W 2013 roku Mazzù został trenerem Royalu Charleroi. W 2017 roku został wybrany Trenerem Roku w Belgii. W Charleroi pracował do 2019 roku. Wtedy też objął zespół KRC Genk i wygrał z nim Superpuchar Belgii (zwycięstwo 3:0 z KV Mechelen). 12 listopada 2019 przestał być trenerem Genk.
W maju 2020 Mazzù został zatrudniony w Union SG. W sezonie 2020/201 wygrał z nim rozgrywki Eerste klasse B i awansował do Eerste klasse A.